# President d'Irlanda
El President d'Irlanda (en irlandès: Uachtarán na hÉireann) és el cap d'estat de la República d'Irlanda. El càrrec sol ser escollit directament per vot popular per un termini de set anys, i pot governar durant dues legislatures. El càrrec fou establert per la constitució d'Irlanda de 1937. La residència oficial del president és Áras an Uachtaráin a Dublín.

## Poders
La major part de la tasca del president són de caràcter assessor al govern, però té alguns poders personals que pot fer servir amb discreció, i el govern està obligat a informar-lo de tots els afers. La majoria, però, són de caràcter cerimonial:
- Nomenament del taoiseach (primer ministre) i dels altres ministres, a proposta del Dáil Éireann (cambra baixa).
- Convoca i dissol el Dáil Éireann.
- Aprova les lleis.
- Representa l'estat en afers exteriors.
- Té el comandament suprem de les forces armades
- Pot oferir el perdó presidencial per a determinats delictes.
- No pot abandonar Irlanda sense permís del govern.
- Pot adreçar-se a la nació amb discursos públics.

El president, però, no té vicepresident, de manera que si dimiteix o és mort abans d'acabar el càrrec una Comissió Presidencial exerceix les seves funcions fins que s'anomena un altre president.

## Presidents d'Irlanda
| N. | President             | President             | Mandat               | Mandat               | Partit      | Partit                                             | Eleccions |
| -- | --------------------- | --------------------- | -------------------- | -------------------- | ----------- | -------------------------------------------------- | --------- |
|    | Comissió Presidencial | Comissió Presidencial | 29 de desembre, 1937 | 25 de juny, 1938     | interina    | interina                                           | interina  |
| 1  | Douglas Hyde          | Douglas Hyde          | 25 de juny, 1938     | 24 de juny, 1945     |             | proposat per tots els partits                      | 1938      |
| 2  | Seán T. O'Kelly       | Seán T. O'Kelly       | 25 de juny, 1945     | 24 de juny, 1959     |             | Fianna Fáil                                        | 1945 1952 |
| 3  | Éamonn de Valera      | Éamonn de Valera      | 25 de juny, 1959     | 24 de juny, 1973     |             | Fianna Fáil                                        | 1959 1966 |
| 4  | Sense imatge          | Erskine H. Childers   | 25 de juny, 1973     | 17 de novembre, 1974 |             | Fianna Fáil                                        | 1973      |
|    | Comissió Presidencial | Comissió Presidencial | 17 de novembre, 1974 | 18 de desembre, 1974 | interina    | interina                                           | interina  |
| 5  | Sense imatge          | Cearbhall Ó Dálaigh   | 19 de desembre, 1974 | 22 d'octubre, 1976   |             | (Fianna Fáil) proposat per tots els partits        | 1974      |
|    | Comissió Presidencial | Comissió Presidencial | 22 d'octubre, 1976   | 2 de desembre, 1976  | interina    | interina                                           | interina  |
| 6  | Patrick Hillery       | Patrick Hillery       | 3 de desembre, 1976  | 2 de desembre, 1990  |             | Fianna Fáil                                        | 1976 1983 |
| 7  | Mary Robinson         | Mary Robinson         | 3 de desembre, 1990  | 12 de setembre, 1997 |             | Laborista, Partit dels Treballadors i independents | 1990      |
|    | Comissió Presidencial | Comissió Presidencial | 12 de setembre, 1997 | 10 de novembre, 1997 | interina    | interina                                           | interina  |
| 8  | Mary McAleese         | Mary McAleese         | 10 de novembre, 1997 | 10 de novembre, 2011 |             | Fianna Fáil                                        | 1997      |
| 8  | Mary McAleese         | Mary McAleese         | 10 de novembre, 1997 | 10 de novembre, 2011 |             | Independent                                        | 2004      |
| 9  | Michael D. Higgins    | Michael D. Higgins    | 11 de novembre, 2011 |                      |             | Laborista                                          | 2011      |
| 9  | Michael D. Higgins    | Michael D. Higgins    | 11 de novembre, 2011 |                      | Independent | 2018                                               |           |